# 象鼻山 (香港)
象鼻山（英語：Cheung Pei Shan），又名象山（英語：Cheung Shan），高約120米，位於新界荃灣區的石圍角以北一帶，原爲上葵涌與千佛山之間一帶的山嶺，因興建公共屋邨象山邨的緣故，有關山頭已於1980年代初被剷平，現時僅餘梨木樹邨以西到關門口村的山坡可見。原址除了建有象山邨以外，還有象鼻山路以供邨民及鄰近荃灣老圍的村民前往荃灣及梨木樹，城門谷公園和城門谷運動場也是位於象鼻山的山坡上。

## 另見
- 象山邨
- 象鼻山路
- 城門谷公園
- 城門谷運動場